# Devotionalia

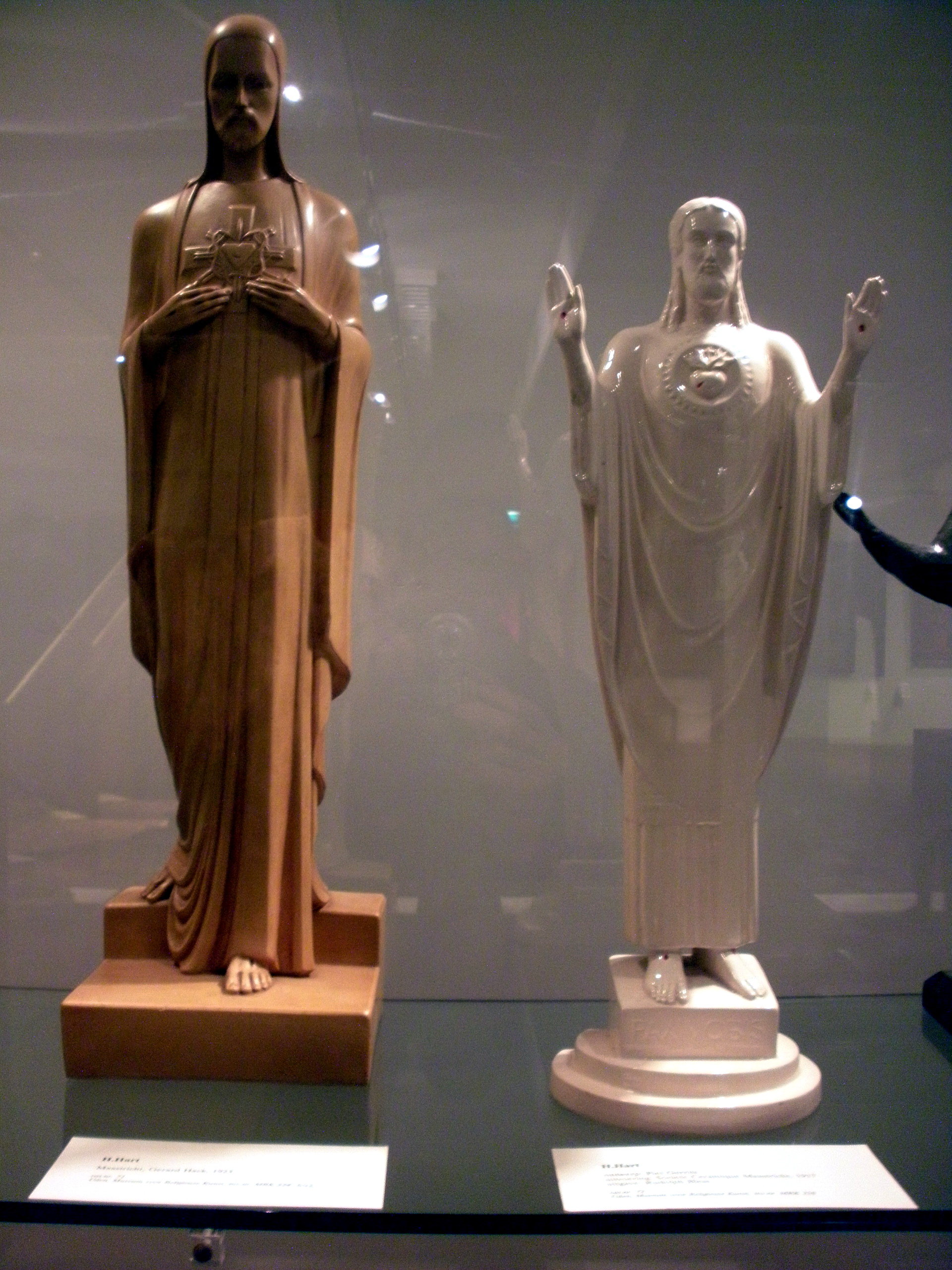
Heilig Hartbeeldjes in het Museum voor Religieuze Kunst in Uden

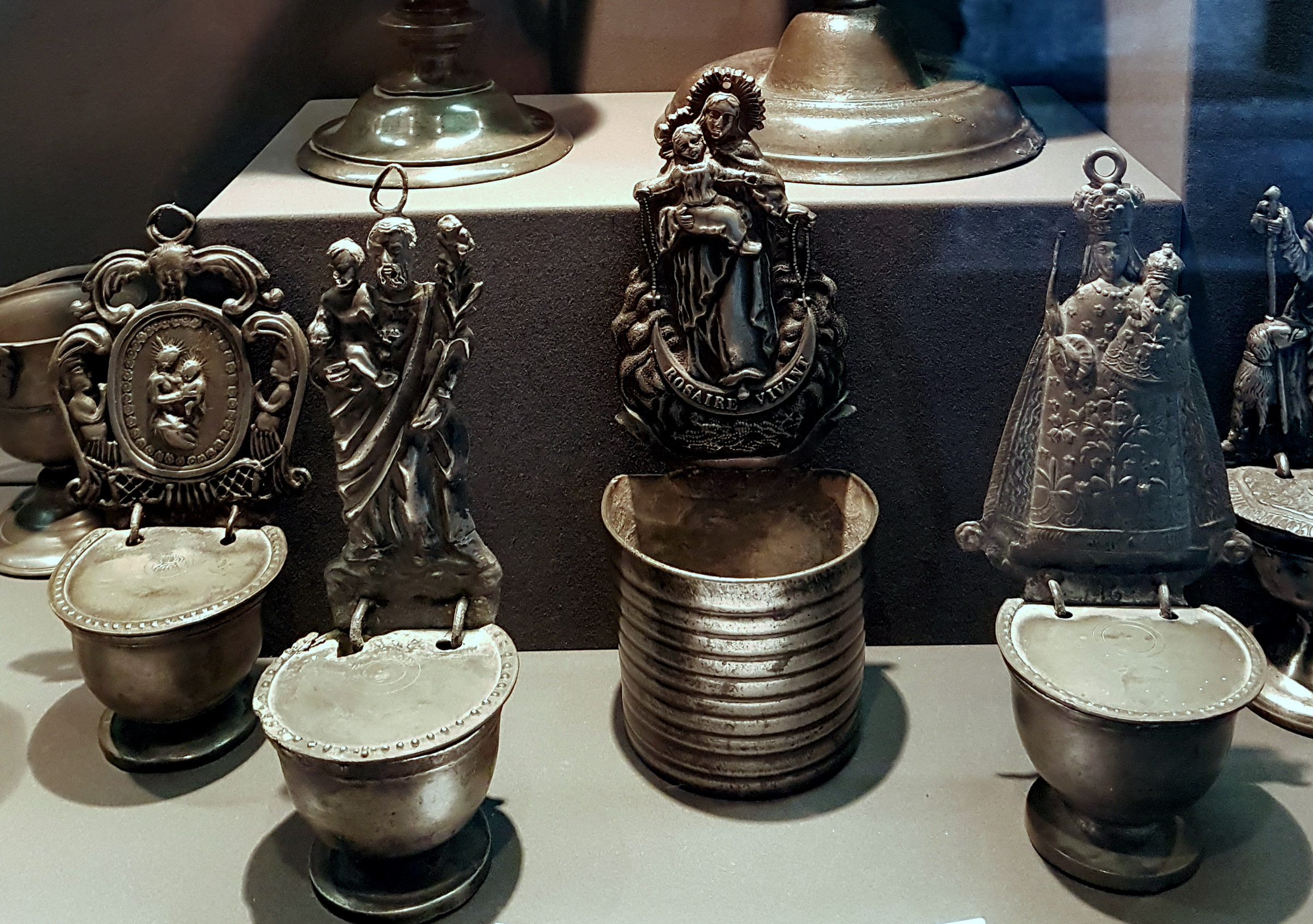
Tinnen wijwaterbakjes in de Schatkamer van de Sint-Servaasbasiliek, Maastricht

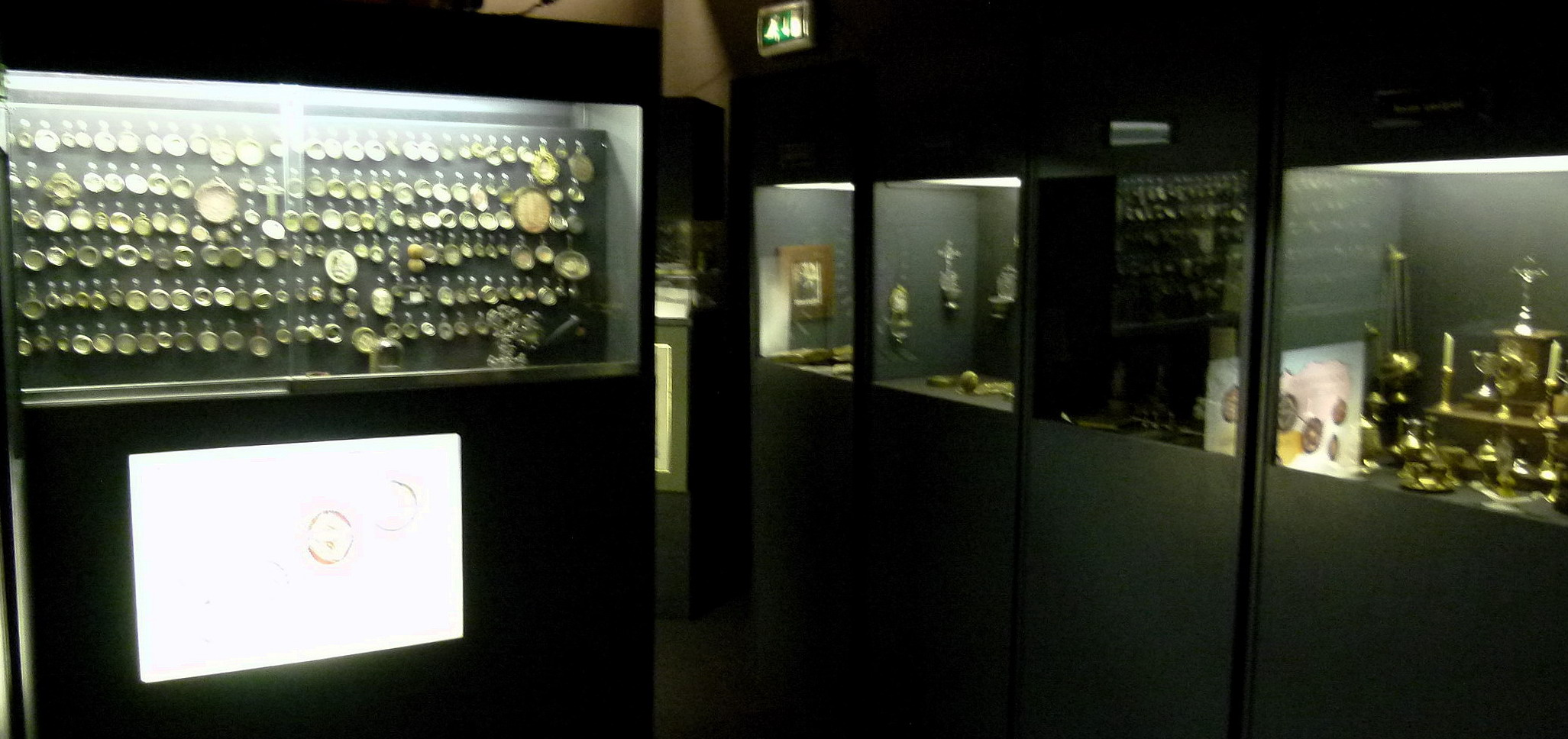
Theca's in de Schatkamer van de Onze-Lieve-Vrouwebasiliek, Maastricht

Onder het begrip devotionalia verstaat men het geheel van (meestal kleine) religieuze gebruiksvoorwerpen zoals die in rooms-katholieke kring werden en worden gebruikt. Devotionalia zijn doorgaans geen religieuze kunst, maar worden gezien als uitingen van volksdevotie. Het zijn vaak massaprodukten die vooral volkenkundige waarde bezitten, hoewel er ook producten van religieuze volkskunst zijn die het niveau van massaproductie overstijgen.

## Soorten
Tot de devotionalia rekent men onder andere:
- kruisbeelden
- Heilig Hartbeeldjes
- heiligenbeelden
- theca's of reisrelikwieën
- rozenkransen
- scapulieren
- wijwaterbakjes
- knikengelen en andere offerblokjes
- kerststallen
- pelgrimsinsignes
- bidprentjes
- boekjes, brochures, kalenders, wandspreuken en dergelijke met religieuze inhoud.

## Verkoop
Tot de jaren 60 van de 20e eeuw hield de koster, die de zorg voor het kerkgebouw toen nog als een - karig betaald - beroep had, er vaak een winkeltje in devotionalia op na als nevenverdienste. Tegenwoordig zijn winkels in devotionalia vaak nog te zien in druk bezochte bedevaartplaatsen, zoals Wittem, Banneux en Kevelaer. Daarnaast worden devotionalia ook op antiek- en rommelmarkten, ruilbeurzen en dergelijke ter verkoop aangeboden.

## Musea
In enkele streekmusea in België en Zuid-Nederland bevinden zich verzamelingen devotionalia. Er bestaan ook musea die in devotionalia gespecialiseerd zijn, vooral in Duitsland en Zuid-Europese landen. De Schatkamer van de Onze-Lieve-Vrouwebasiliek in Maastricht bezit een afdeling devotionalia, beheerd door de Stichting "Santjes en Kantjes". Hier bevindt zich o.a. een collectie theca's (kleine relikwiehouders bedoeld voor persoonlijk gebruik) afkomstig van het klooster van de Zusters Onder de Bogen te Maastricht. Ook het Museum Catharijneconvent in Utrecht en het Museum voor Religieuze Kunst in Uden hebben een collectie devotionalia.